# Hylocomium flagellare
Hylocomium flagellare là một loài Rêu trong họ Hylocomiaceae. Loài này được (Schimp.) Kindb. mô tả khoa học đầu tiên năm 1883.